# HCN-канал
Управляемые циклическими нуклеотидами гиперполяризационно-активируемые каналы (англ. Hyperpolarization-activated cyclic nucleotide-gated (HCN) channels) — это интегральные белки, которые являются неселективными лиганд-зависимыми катионными каналами в мембранах клеток сердца и головного мозга. HCN-каналы иногда обозначают как «каналы-водители ритма», поскольку они участвуют в генерации ритмической активности клетками сердца и головного мозга. HCN-каналы кодируются четырьмя генами (HCN1, 2, 3, 4) и экспрессируются в сердце, центральной и периферической нервной системе и фоторецепторах сетчатки.
Ионные токи через HCN-каналы, обозначаемые как If (англ. funny — забавный/странный) или Ih (англ. hyperpolarizing — гиперполяризирующий) в сердце и Ih, Iq (англ. query — странный) в нервной системе, играют ключевую роль в контроле над сердечной и нейрональной ритмической активностью («токи-водители ритма»). Такое обозначение (funny и query) они получили из-за того, что их активация происходит при гиперполяризации, в то время как обычно ионные каналы активируются при деполяризации. Процесс активации канала облегчается при присоединении цАМФ. HCN-каналы не инактивируются при деполяризации. В нервной системе они, по всей видимости, отвечают за регуляцию цикла сон-бодорствование, ритм дыхания и ритмической активности, участвующей в синхронизации различных областей мозга, необходимой для их совместной работы.

## Структура и свойства

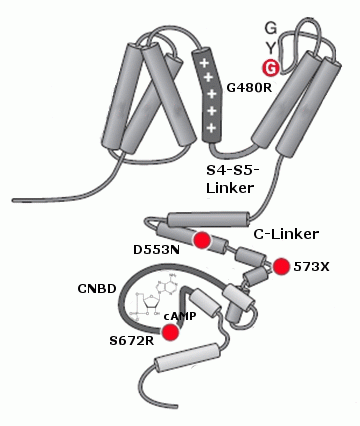
Структура HCN канала. Канал состоит из 6 трансмембранных доменов и внутриклеточного C-конца. Домен S4 является потенциалзависимым сенсором.

HCN-каналы принадлежат к суперсемействам потенциал-зависимых калиевых каналов (Kv) и каналов, управляемых циклическими нуклеотидами (CNG), что отличает их от остальных потенциал-зависимых каналов. HCN-каналы состоят из 4 субъединиц, которые могут быть как одинаковыми, так и отличаться друг от друга. Однако, in vivo чаще встречаются каналы, состоящие из субъединиц одного типа. Каждая субъединица содержит шесть трансмембранных (S1—6) доменов, включая позитивно заряженный потенциалзависимый сенсор (S4), область поры, расположенную между S5 и S6 и несущую GYG мотив калиевых каналов и домен связывания циклических нуклеотидов (CNBD) на С-конце. Изоформы HCN высококонсервативны относительно трансмембранных доменов и участка связывания циклических нуклеотидов (на 80—90 % идентичны), но различаются своими амино- и карбокси-концами. HCN-каналы, состоящие из субъединиц одного типа, отличаются по своим свойствам. Так, наиболее чувствительными к регуляции через цАМФ являются HCN2 и HCN4. Наибольшей скоростью активации обладают HCN1-каналы, а наименьшей HCN4.

## Функции в сердце
В синоатриальном узле наиболее распространённой является изоформа HCN4, однако, изоформы HCN1 и HCN2 так же встречаются, хоть и в гораздо меньших количествах. Ионный ток через HCN каналы, называемый «funny» (забавный) или пейсмейкерным током (If), играет ключевую роль в генерации и регуляции автоматии сердца.

## Функции в нервной системе
Все четыре типа субъединиц HCN-канала экспрессируются в мозге. HCN1 встречается чаще всего в коре головного мозга во всех слоях , гиппокампе, коре мозжечка и стволе мозга. HCN2 экспрессируется в таламусе, бледном шаре, ядрах ствола мозга. HCN3 характерен для нижних отделов нервной системы. HCN4 присутствует в ядрах таламуса, базальных ганглиях и хабенулярном комплексе. Обнаруживаются HCN-каналы и в периферической нервной системе. В дополнение к их роли в качестве водителей ритмической или осцилляторной активности, HCN-каналы могут регулировать возбудимость нейронов. Так, в пирамидальных нейронах коры и гиппокампа HCN-каналы расположены, в основном, на апикальных дендритах, регулируя их возбудимость и связанность нейронной сети. Некоторые исследование позволяют судить об их роли в восприятии кислого вкуса, координации моторных актов и некоторых аспектов обучения и памяти. Существуют доказательства, что HCN-каналы играют определённую роль в развитии эпилепсии и невропатической боли. Было показано, что HCN-каналы участвуют в сенсорных нейронов обонятельного анализатора, определяемого их активностью.